# Ōtani Yoshitsugu
Ōtani Yoshitsugu (大谷 吉継?  1558 o 1565 – 21 de octubre de 1600) fue un samurái japonés del Período Sengoku al Período Azuchi-Momoyama. También era conocido por su título de la corte Ministro Auxiliar de Justicia o Gyōbu-shōyū (刑部少輔?). Nació en 1558 de un padre que se decía que era sirviente de Ōtomo Sōrin o Rokkaku Yoshikata. Se convirtió en uno de los seguidores de Toyotomi Hideyoshi. Participó en el sitio de Odawara de Toyotomi y en la Guerra Imjin.

## Biografía
Ōtani Yoshitsugu es muy conocido en Japón por dos aspectos principales: su lepra y su amistad con Ishida Mitsunari. Supuestamente era alguien que anteponía la amistad a todo (aunque obviamente es difícil determinar un asunto tan subjetivo), y puede haber sido en Corea donde Ishida y Ōtani, trabajando juntos, formaron su legendaria amistad. Incluso hay una anécdota sobre esta amistad: una vez en una fiesta secreta de té, y todos los invitados estaban pasando una taza de té. Cuando Ōtani Yoshitsugu tomó un sorbo, un poco de pus de su cara cayó en la taza. Yoshitsugu se dio cuenta, pero demasiado tarde: la taza ya estaba pasando de mano en mano. Las personas que tomaron sorbos después de esto tenían expresiones de horror en sus rostros, pero cuando llegó el turno de Mitsunari, bebió tranquilamente todo el té restante, con pus y todo.
En el caso de que Yoshitsugu naciera bajo el reinado de Yoshifusa, existe una historia popular sobre el origen de su nombre de infancia, Keimatsu (桂松 o 慶松). Antes de que naciera su hijo, Yoshifusa lamentó su suerte con los hijos y deseó un heredero varón. Un día, su esposa decidió rezar ante un santuario dedicado a Hachiman Daibosetsu en su tierra. Mientras expresaba sus deseos de tener un niño, un pino fue cortado frente al santuario y cayó ante ella. Arrancó una parte de las ramas caídas y se las comió para tener buena suerte. Cuando dio a luz, Yoshifusa se alegró de ver a su primer hijo. Agradecido por la respuesta del dios, nombró a su hijo con el nombre de la planta.
Su primer alias legal fue Heima (平馬), que se le dio durante sus primeros servicios con Hideyoshi. Se le dio este nombre por su liderazgo de la caballería en la provincia de Harima o en reconocimiento a su servicio en el asedio de Miki. Unos años más tarde, las impresiones del templo lo asocian con el alias Kinosuke o Norinosuke (紀之介). También se ha argumentado que se le cambió el nombre a Ōtani Gyōbu (大谷刑部). Gyōbu se le dio como un vínculo respetuoso con la familia Genji o en honor al rango superior de Yoshitsugu en ese momento.
Cuando Yoshitsugu enfermó de lepra, se describió popularmente como terriblemente pálido, lo que llevó a su apodo de 'Cara Blanca" (白頭). Las leyendas afirman que el nombre también puede haber sido causado por el hecho de que cubrió su rostro con una máscara blanca, un atuendo típico cuando se enfermaba con la enfermedad.
Antes de la Batalla de Sekigahara, se dice que Yoshitsugu intentó persuadir repetidamente a Mitsunari de la inutilidad de sus acciones. Sin embargo, al ver la firmeza de las convicciones de su amigo, Yoshitsugu se unió a su causa después de meditarlo durante varios días. En ese momento, la salud de Yoshitsugu se estaba deteriorando, dejándolo casi ciego. No podía ponerse de pie, y mucho menos luchar. Fue llevado al campo de batalla en un palanquín.
Yoshitsugu estaba a la cabeza de unos 600 hombres, con otros 4000 aproximadamente bajo el mando de Toda Shigemasa, Hiratsuka Tamehiro, Ōtani Yoshikatsu (su hijo) y Kinoshita Yoritsugu. Mientras la batalla continuaba, Kobayakawa Hideaki, que se encontraba sobre Yoshitsugu en el Monte Matsuo, no se movió, a pesar de las repetidas llamadas de Ishida Mitsunari. Yoshitsugu sospechaba algo, y por lo tanto ordenó a sus tropas que se posicionaran de manera que se prepararan para un posible ataque desde sus flancos. Su presentimiento era correcto, ya que después de una supuesta descarga de disparos de estímulo desde la posición de Ieyasu, Kobayakawa Hideaki y sus tropas se precipitaron montaña abajo hacia la posición de Yoshitsugu. Este movimiento fue seguido inmediatamente por Akaza Naoyasu, Ogawa Suketada, Kutsuki Mototsuna y Wakizaka Yasuharu, un total de más de 20.000 tropas.
Las tropas de Yoshitsugu contraatacaron, en un momento dado incluso hicieron retroceder a las tropas de Kobayakawa hasta la mitad de la montaña, pero al final, la gran cantidad de tropas se cobró su precio. Mientras esto sucedía, Yoshitsugu, incapaz de ver, preguntó repetidamente a uno de sus sirvientes, Yuasa Gosuke, "¿Está perdido?" Cuando este último finalmente respondió afirmativamente, Yoshitsugu le pidió que le cortara la cabeza. Luego fue decapitado por su sirviente, quien también cometió seppuku.

## Yoshitsugu y Mitsunari

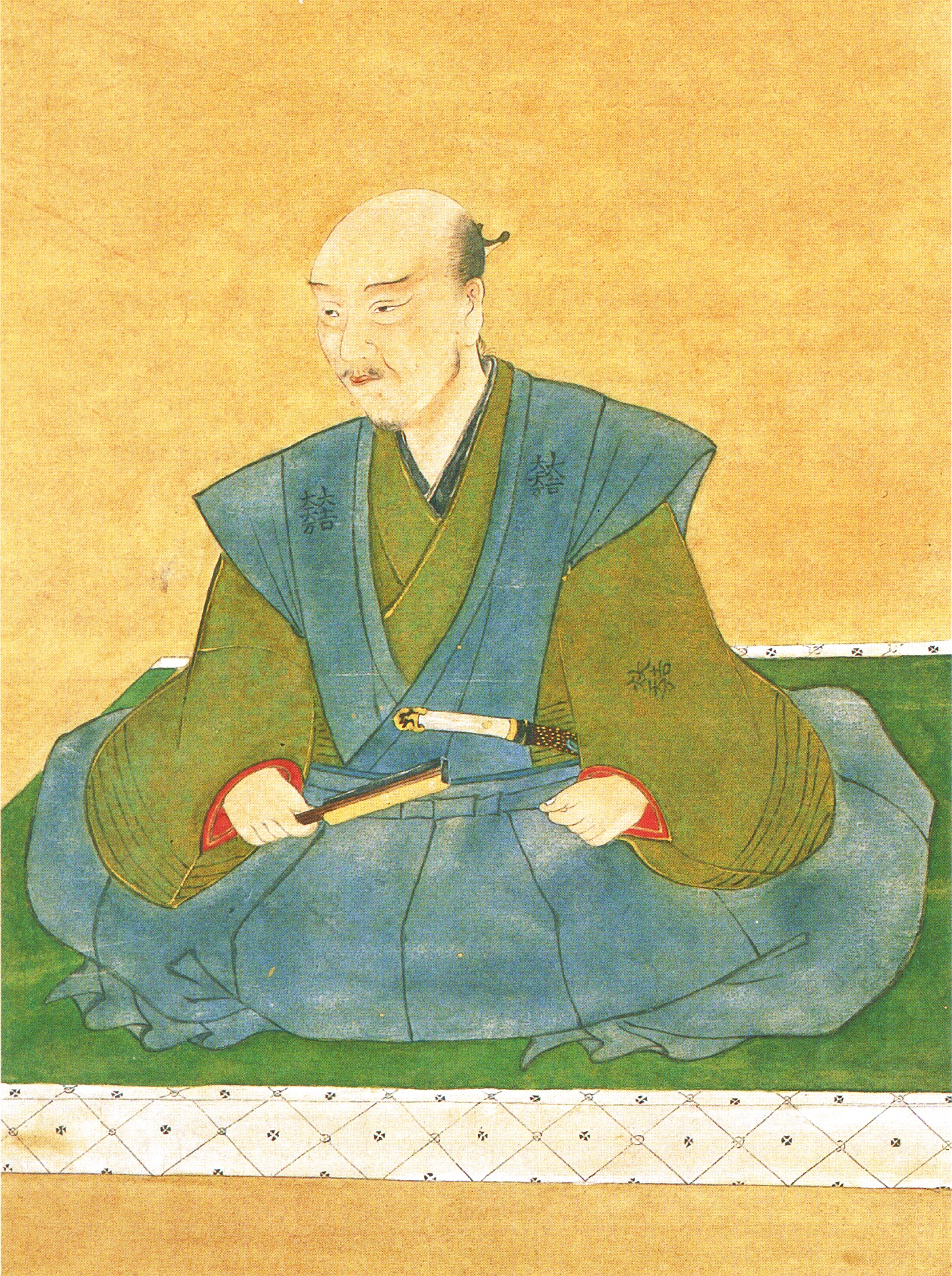
Ishida Mitsunari

Ōtani Yoshitsugu ha sido romantizado en poesía y ficción como el amigo heroico y talentoso de Ishida Mitsunari desde el Período Edo. Se dice que han sido buenos amigos desde sus primeros días trabajando con Toyotomi Hideyoshi, cada uno respetando el juicio y el carácter del otro. Un episodio particularmente famoso entre ellos ocurrió durante una ceremonia del té en el Castillo de Osaka en 1587. Un Yoshitsugu enfermo bebió del cuenco de té que tradicionalmente se pasaba entre los asistentes, pero dejó una vergonzosa mancha de pus después de su bocado. Siguiendo la ceremonia, se vio obligado a pasarlo a otros. Los asistentes evitaron su tradicional trago y lo movieron respetuosamente a lo largo de la fila. Cuando llegó el momento de Mitsunari, bebió todo el contenido sin vacilar y comentó que el té estaba deliciosamente delicioso. Yoshitsugu se sintió conmovido por el gesto de su amigo, que comúnmente se dice que lo llevó a su determinación de luchar por el ejército occidental. También existe una leyenda de que los dos estuvieron involucrados románticamente debido a sus estrechos vínculos, a veces se argumenta que comenzó debido a este evento.
Aunque el incidente de la ceremonia del té fue registrado por personas que realmente vivieron durante ese período (entre ellas Kamiya Sōtan y Tsuda Sōgyū), el tema de su verdadera amistad es objeto de especulación. Para ser más precisos, el propio Yoshitsugu está bajo la mirada del escepticismo. Las historias del Período Edo evaluarán a Yoshitsugu como un vasallo honorable y talentoso desde su juventud, pero nada en los registros históricos ofrece detalles que respalden sus afirmaciones. Se dice que su padre fue Ōtani Yoshifusa (sirviente de Hideyoshi) o Ōtani Moriharu (un vasallo de la familia Ōtomo) ya que ambos compartían el mismo apellido. Ambos hombres son de origen desconocido y hay poco registrado de ellos además de algunas notas y sus nombres. A menudo se dice que nació en la provincia de Ōmi; su madre era una de las doncellas de Kōdai-In y fue así como Yoshitsugu se convirtió en el favorito de Hideyoshi. Sin embargo, si uno cree que su padre era Moriharu, esto defenestra la historia por completo ya que también se dice que Yoshitsugu solo se unió a Hideyoshi después de dejar la familia Ōtomo a finales de sus veinte años. Dado que se sabe poco sobre los clanes Ōtani para verificar completamente las historias, el primer encuentro de Yoshitsugu con los Taikō es un misterio.
Las secciones desconocidas de su vida crean una brecha de veinte o treinta años a menudo llena de historias y rumores. Entre los que se ponen en duda está su vínculo con Mitsunari, ya que las leyendas proclamarán que se conocieron desde que sirvieron a Hideyoshi en su juventud. Su edad está en desacuerdo con los cuentos creados para su relación (romantizada como si ocurriera debido a sus edades cercanas) y agrega más misterio a Yoshitsugu. Las contradicciones han sido tan confusas que ha surgido una teoría bastante radical con una pequeña porción de creyentes para su amistad. Esta historia sostiene que Yoshitsugu había muerto de su enfermedad un año después de contraerla y que el Yoshitsugu de Sekigahara era en realidad un Hideyoshi muy enfermo disfrazado. Si bien es un concepto interesante, debe demostrar que Hideyoshi había sobrevivido de alguna manera a su fecha de muerte históricamente aceptada y agrega más leña al fuego del debate. En cualquier caso, la especulación sobre si los dos hombres realmente se consideraban amigos continúa hasta el día de hoy.
No se sabe si tuvo una esposa oficial, pero supuestamente fue padre de tres hijos y una hija. Su segundo hijo murió con él en Sekigahara, mientras que sus otros dos hijos varones o bien cayeron con la familia Toyotomi en el castillo de Osaka o vivieron en reclusión después de las guerras. La hija de Yoshitsugu, Chikurin-in, fue esposa de Sanada Yukimura y madre de sus dos herederos: Sanada Daisuke (Yukimasa) y Sanada Daihachi (Morinobu). Un cuento popular afirma que Yoshitsugu tuvo una concubina antes de Sekigahara, que se volvió loca de dolor después de su muerte.

## Servicio a las órdenes de Hideyoshi
De origen desconocido. Bajo el mando de Hideyoshi, Yoshitsugu se convirtió en un kōshō, que se hizo cargo de los asuntos de secretaría, en particular actuando como escudo humano para proteger a su señor a riesgo de perder sus propias vidas (por esta razón, Kosho no solo tenía que ser erudito y tener modales impecables, sino también hábil en las artes militares).
Yoshitsugu podría haber entrado al servicio de Hideyoshi como un kōshō de bajo rango o convertirse en el yoriki de Mitsunari a mediados o finales de la década de 1570 (ya sea en su adolescencia o mediados o finales de los veinte). Varias historias afirmarán que su intelecto y encanto le habían ganado muchos amigos, pero la legitimidad de las afirmaciones aún se debate. No se conocen sus primeros logros con la familia Hashiba, pero la mayoría de las fuentes sostienen que estaba entre las aproximadamente 700 personas nombradas que se aliaron con Hideyoshi después del Incidente de Honnōji. Se unió a Katō Toranosuke, Fukushima Ichimatsu y otros kōshō para arrebatarle el Castillo Nagahama a Shibata Katsutoyo, el sobrino de Shibata Katsuie. Se ha romantizado que Hideyoshi dijo lo siguiente sobre Yoshitsugu en ese momento: "Dame un millón de tropas y me encantaría verlo guiarlas".
Se dice que Yoshitsugu participó en las filas de Toyotomi cuando comenzó la Batalla de Shizugatake. Lo que hizo, si es que hizo algo, está disperso entre leyendas y folclore. Un relato afirma que fue él quien utilizó su ingenio para convencer a Katsutoyo de que se rindiera antes de la batalla. Otro relato lo describe como un valiente guerrero en el frente, que realizó muchas hazañas con su magnífica lanza. El Hitosuyanagi Kaki es famoso por afirmar que Hideyoshi elogió inmensamente tanto a Yoshitsugu como a Mitsunari por la batalla, afirmando particularmente sobre Yoshitsugu: "Ōtani Keimatsu fue el participante que fue excelente desde el primer movimiento". Sin embargo, esta afirmación no aparece en otros textos históricos, por lo que es posible que la cita sea completamente ficticia.

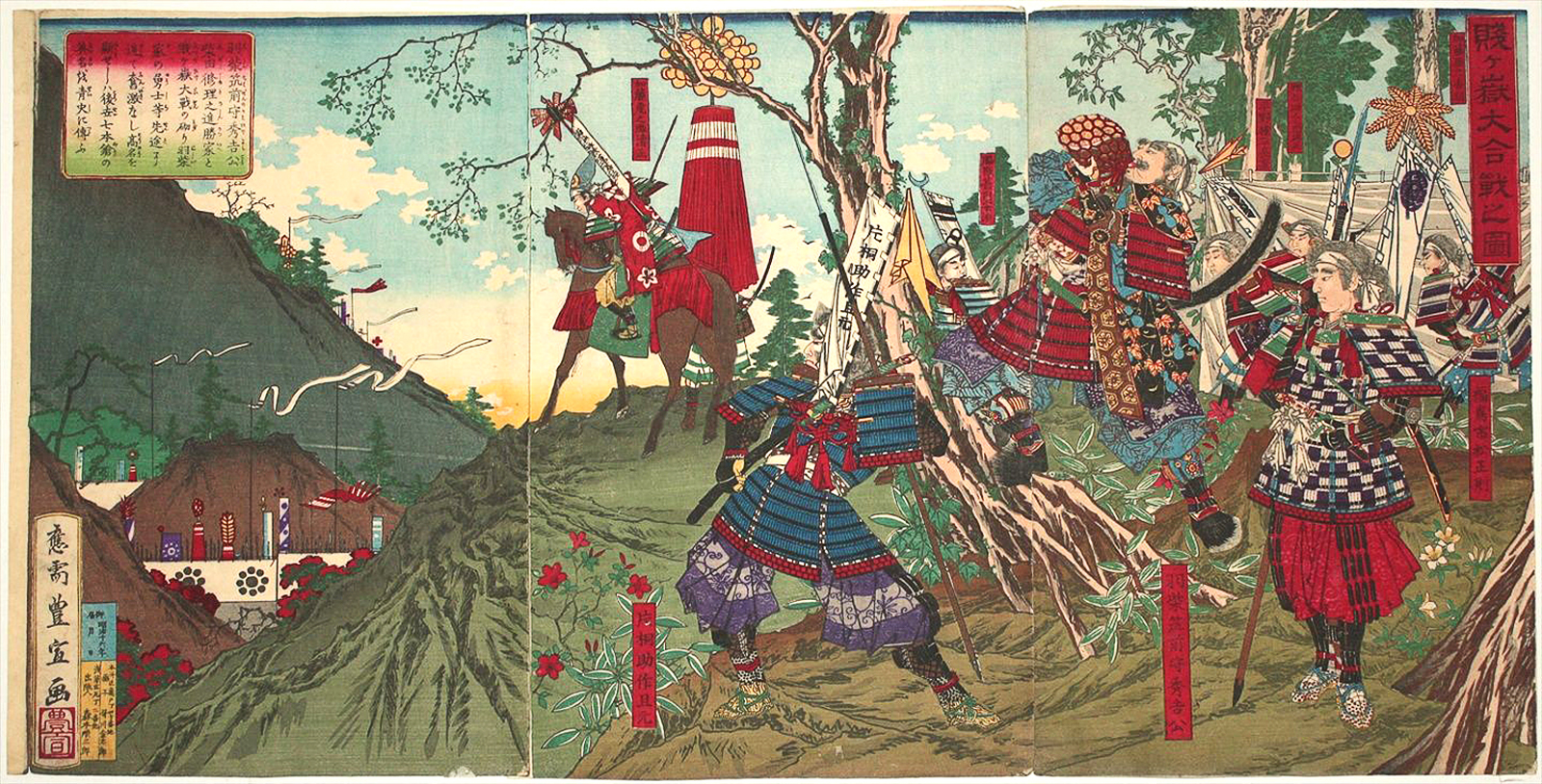
Batalla de Shizugatake

Lo que se sabe con certeza sobre el servicio de Yoshitsugu es que fue nombrado Gyōbu-shōyū (un ministro menor de Justicia) en 1585. Para entonces, se decía que Yoshitsugu había sido aceptado como uno de los miembros de la élite dentro del círculo íntimo de Hideyoshi.
Según Uno Mondo Nikki, un documento escrito como registros de secretaria para Kennyo, Yoshitsugu y Mitsunari estaban entre los hombres que acompañaron a Hideyoshi a Arima Onsen en septiembre de 1585 y se sumergieron en la misma piscina que él. Durante este tiempo, se dice que Yoshitsugu enfermó de una enfermedad grave. Hay una historia particularmente famosa sobre por qué pudo haber sufrido cualquier dolencia.
En 1586, mientras se encontraba en Osaka, se produjo un motín y Yoshitsugu fue a sofocarlo personalmente. Mató a 1.000 hombres para placer de Hideyoshi, pero la sangre que le salpicó provocó una infección. El Uno Mondo Nikki y el Tamon-In Nikki, que se dice que es el diario del monje Eishūn, dan una versión más leve de la enfermedad de Yoshitsugu. Informan de rumores de que Yoshitsugu buscaba recibir sangre de seres vivos dentro de la ciudad, un método que se creía que curaba enfermedades. También se ha dicho que en realidad estaba enfermo desde Shizugatake, pero sus síntomas no se hicieron evidentes hasta ese momento. Su enfermedad no se describió en detalle en los registros históricos, pero la gente generalmente cree que padecía lepra (debido a cuentos del Período Edo) o sífilis (explicación alternativa debido a la participación de fluidos corporales).
A partir de ahí, la historia de Yoshitsugu se divide en dos relatos principales. El Saifuku-ji Enkinsei, un supuesto texto histórico que actualmente está siendo analizado críticamente para comprobar su autenticidad, afirma que Yoshitsugu acompañó a Ishida Mitsunari a la Campaña de Kyūshū en 1587 y lo ayudó a liderar 12.000 tropas sin mayores dificultades. Como recompensa, Yoshitsugu recibió 50.000 koku y se convirtió en el señor del castillo de Tsuruga. Al convertirse en magistrado local, dividió 10.000 koku entre el territorio de los vasallos de Toyotomi dentro de su región.
En 1590, acompañó a Mitsunari a la campaña de Odawara y también estuvo presente en el asedio del castillo de Oshi, aunque no se mencionan claramente los detalles de sus actividades en ambos conflictos. Cuando Hideyoshi ordenó otra represión de la provincia de Kii, Yoshitsugu fue uno de los hombres que participó y causó la derrota de Akita Sanesue. También se le atribuye haber acompañado a Mitsunari en varios disturbios, haber participado en la creación del castillo de Fushimi como fortaleza y haber participado en la campaña de Corea (1592-1598).
Yoshitsugu regresó de Corea como un héroe célebre y fue recibido por Hideyoshi en el castillo de Osaka. Fue invitado a compartir el té con Hideyoshi en un banquete. Mientras las festividades entre los dos se alargaban, la mucosidad nasal de Yoshitsugu se filtró accidentalmente en su tazón de té. Yoshitsugu estaba a punto de irse avergonzado hasta que Hideyoshi lo notó. Expresando que tenía la garganta reseca, le pidió a Yoshitsugu que le alcanzara el mismo tazón de té con los mocos. Cuando se lo dieron, Hideyoshi afirmó que el líquido sería exquisito de las hábiles manos de su vasallo y lo bebió como si no tuviera nada de malo. Llorando por primera vez en su vida adulta, Yoshitsugu a partir de entonces juró lealtad a la familia Toyotomi en agradecimiento.
El relato secundario, no tan popular pero razonable, muestra a Yoshitsugu postrado en cama por su enfermedad. El Rokuon-In Chiroku, que se dice que es el diario del monje principal de Kinkaku-ji durante este período, afirma que su enfermedad había avanzado a sus etapas más graves y que Yoshitsugu no había abandonado el área inmediata de su residencia en cinco o seis años. Su cuerpo no podía soportar viajes duros, lo que significaba que no podía navegar al extranjero ni participar en campañas duras. A pesar de lo que dice el relato anterior, no asistió a las festividades posteriores a la Campaña de Corea, como la Contemplación de las Flores Daigo, debido a su estado de debilidad. Se ha informado de que abandonó su casa una vez en 1598 para celebrar la introducción de Hideyori en la corte y que un frágil Hideyoshi le dio bocadillos para su enfermedad.

## Batalla de Sekigahara

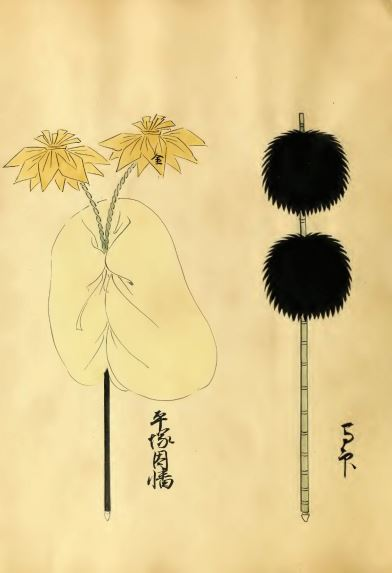
Estandarte de batalla de Otani Yoshitsugu

Tras la muerte de Hideyoshi, Yoshitsugu planeó aliarse con Tokugawa Ieyasu en Ietada Nikki. En 1599, Yoshitsugu reunió a sus hombres y se trasladó con las tropas Tokugawa hasta el Castillo de Tarui. Según el Keicho Kenmonshu, Mitsunari estaba en el Castillo de Sawayama e invitó a Yoshitsugu a su reino. Aunque estaba ciego debido a su enfermedad cuando entró por las puertas, Yoshitsugu se horrorizó al encontrar soldados armados esperándolo y desarrolló un rencor silencioso hacia Mitsunari. Sin inmutarse, Mitsunari le presentó a su vasallo, Shima Kiyooki. Kiyooki cambió la percepción que tenía Yoshitsugu del ejército occidental, pero quería permanecer en las filas de Ieyasu porque creía que Mitsunari no podía ganar. Sin embargo, por una razón u otra, Mitsunari pudo convencer a Yoshitsugu de desertar y unirse al ejército occidental. Una leyenda dice que Ieyasu era consciente de los talentos de Yoshitsugu y estaba dispuesto a ofrecer 12.000 koku para contar con sus servicios. Escuchar el repentino cambio de lealtad de Yoshitsugu realmente lo sorprendió.
En cuanto a por qué Yoshitsugu cambió de opinión, las razones siguen siendo un enigma hasta el día de hoy. Nadie sabe realmente por qué Yoshitsugu lo hizo, ya que hay poco registro al respecto. Hay muchas historias que explican por qué pudo haberlo hecho, pero carecen de un respaldo real debido a la ausencia de evidencia histórica. El escenario popular se desarrolló durante el Período Edo, afirmando que se unió por amistad. En esta interpretación, Yoshitsugu solo estaba pensando en unirse a Ieyasu y Mitsunari le pidió tres veces que se uniera a él. Aunque Yoshitsugu sabía que era una causa fallida, no podía abandonar sus lazos por su amigo y fusionó sus fuerzas en el ejército occidental con sus hijos. Otra historia dice que la esposa de Sanada Masayuki estaba retenida como rehén por el ejército occidental. Vinculado a la familia Sanada debido al matrimonio de su hija, se vio obligado a ponerse en manos de la oposición por su seguridad. Otra fábula describe que tuvo un conflicto con Ukita Hideie y se unió a Ieyasu solo para evitarlo. Mitsunari se enteró de esto y jugó un papel de mediador entre las dos partes, finalmente convenciendo a Yoshitsugu de que se quedara.
Cualquiera sea la razón, Yoshitsugu luchó por la familia Toyotomi a partir de entonces. Se rumoreaba que había informado mal a Maeda Toshinaga de los peligros de Asainawate, lo que llevó a la batalla con el defensor Niwa Nagashige (sin embargo, se ha especulado que esto también es otra falsedad relacionada con él).
Existen dos relatos famosos de sus últimos momentos, aunque ambos son considerados de dudosa autenticidad. En el Keicho Nenjuki, Yoshitsugu no era capaz de moverse por sí mismo y daba órdenes a sus subordinados a través de un palanquín. Mientras continuaba la batalla con Kobayakawa, instruyó a su sirviente cercano, Yuasa Gosuke, para que le informara cuando la batalla estuviera perdida. Muchas veces los gritos de derrota resonaron en todo el campamento de Yoshitsugu, pero Gosuke siguió insistiendo en que las tornas aún podían cambiar. Una vez que Gosuke admitió que se encaminaban hacia la derrota, Yoshitsugu sacó la mitad de su cuerpo de su vehículo y se cortó la cabeza. Gosuke le había prometido a su señor anteriormente que escondería la cabeza de su señor para que el enemigo no la descubriera, pero murió en batalla mientras intentaba huir del ejército de Takatora. El mismo libro también sostiene que Yoshitsugu se había apoyado en su caballo y había ordenado que lo rebanaran por el torso una vez que Gosuke dio la orden
La otra historia tiene sus raíces durante la montaña de folclore desarrollada en el Período Edo. Tamehiro fue quien informó a Yoshitsugu con las malas noticias y se arrepintió profundamente de no haber podido detener a Kobayakawa. En su remordimiento, cantó un poema para alentar a su señor a suicidarse, que se podría traducir aproximadamente como "para que pueda abandonar tu vida por tu nombre, para encontrarme con tu repentino fin del mundo tan tristemente". Yoshitsugu apreció la lealtad detrás de las palabras de Tamehiro y respondió con su propio poema: "Que nos comprometamos con los Seis Caminos y esperemos un poco, para reunirnos una vez más en la vida que tenemos por delante". Cuando se envió su respuesta, Tamehiro no llegó a leerla porque ya había sido asesinado por los soldados de Kobayakawa. Cuando se dispuso a morir, Yoshitsugu se volvió hacia Gosuke y le pidió a su sirviente que lo ayudara y ocultara su cabeza del enemigo. Mientras todavía estaba en su palanquín, Yoshitsugu se clavó una lanza en forma de cruz en el estómago y Gosuke le cortó la cabeza. Se dice que Gosuke ordenó que la cabeza de su señor fuera enterrada en secreto antes de lanzarse a su propia muerte contra el ejército del Este.

## Tumba

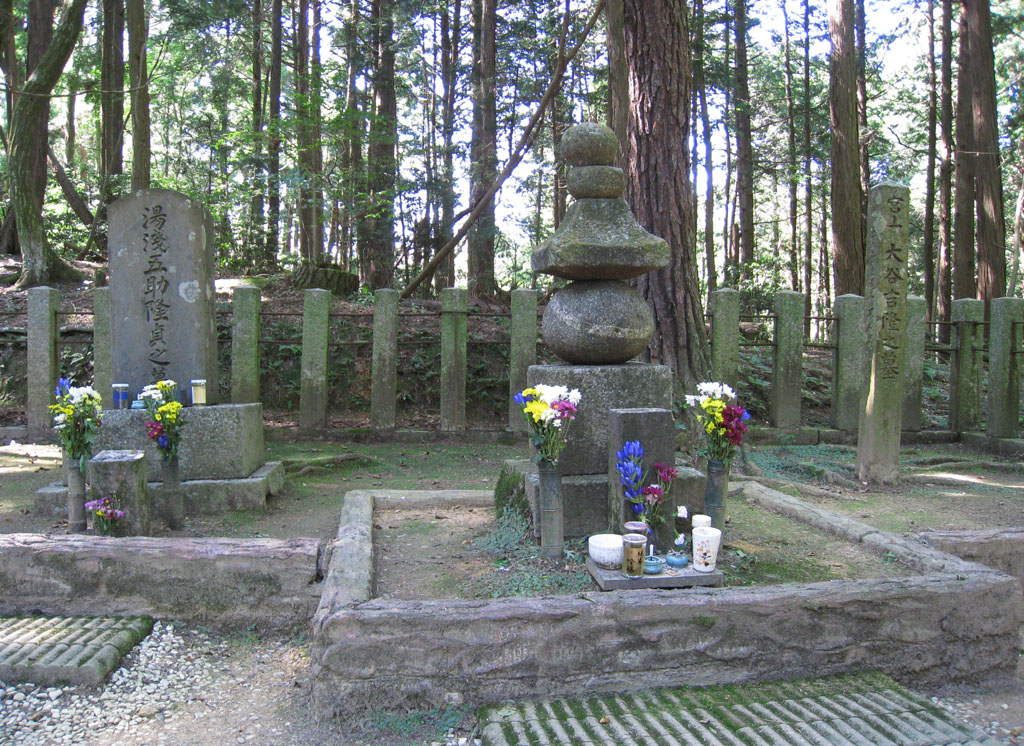
Tumba de Ōtani Yoshitsugu

La foto adjunta de su tumba muestra la tumba de Gosuke a la izquierda y dos pasos detrás de la de Yoshitsugu, protegiendo a Yoshitsugu incluso en la otra vida. A la derecha de la tumba de Yoshitsugu está la de Otani Yoshitaka, posiblemente otro nombre de su hijo Yoshikatsu, que luchó en la Batalla de Sekigahara y también se suicidó debido a la derrota ante las fuerzas de Ieyasu. (La escritura en los monumentos de piedra en la fotografía identifica la tumba de Yuasa Gosuke y Otani Yoshitaka. Aunque no se puede detectar ningún nombre en el monumento de piedra central, se supone que es el de Yoshitsugu porque está al frente y al centro y refleja la relación entre Yoshitsugu y otros dos).
También se conoce una variación radical de Gosuke protegiendo la cabeza de Yoshitsugu para que no sea detectada; En esta versión, se decapita para desviar la atención hacia los restos de su amo.
Independientemente de si fue un héroe o no, Yoshitsugu sigue siendo celebrado por su espíritu samurái y su lealtad a sus deberes. Su trágico final contra viento y marea es uno de los muchos cuentos populares de Sekigahara.[cita requerida]

## En la cultura popular
- Yoshitsugu es una de las unidades del ejército occidental en el videojuego de estrategia Kessen.
- Yoshitsugu es la inspiración para el ficticio Lord Onoshi en la novela Shōgun de James Clavell.
- Yoshitsugu se convierte en un personaje jugable en Samurai Warriors 4, usando saihai como arma. Esta encarnación es retratada como un sirviente de Azai además de ser un amigo cercano de Todo Takatora antes de Sekigahara. A diferencia de la mayoría de las encarnaciones, Yoshitsugu puede caminar y correr por sí solo, aunque oculta su rostro y la mayor parte de su cuerpo.
- En Sengoku Collection, Yoshitsugu es una chica plagada de mala suerte, que a menudo pasa las noches sola buscando tréboles de cuatro hojas.
- Yoshitsugu también aparece en Sengoku Basara 3 como un estratega críptico del Ejército Occidental. También es el sirviente de Motonari, así como la voz de la razón de Mitsunari. Su objetivo en el juego es hacer que todos los demás guerreros sufran tanto como él.
- Yoshitsugu también aparece en el juego ficticio Nioh, como un general que comanda fuerzas contra Kobayakawa Hideaki. En la batalla de Sekigahara, se le muestra como un samurái escondido detrás de una capucha blanca que cubre su rostro, además de sus ojos. Esta versión de Yoshitsugu no es ciega y está armada con daishō (katanas duales). Tras la traición de Kobayakawa, este utiliza la magia del antagonista Kelley para transformarse en un demonio y luchar en el frente de batalla. Más tarde es derrotado en una pelea uno a uno con el protagonista principal William, uno de los factores que conducen a la derrota de Ishida.